# Relaciones España-Mongolia
Las relaciones España-Mongolia son las relaciones bilaterales entre el Estado de Mongolia y el Reino de España. Si bien aún son escasas, las relaciones hispano-mongolas han ido incrementándose paulatinamente en los últimos años.

## Relaciones diplomáticas
España y Mongolia mantienen relaciones diplomáticas desde el 4 de julio de 1977. El Gobierno español no tiene embajada en la capital mongola, Ulán Bator, siendo el embajador de España en Pekín, China, el acreditado ante Mongolia. El Gobierno mongol tampoco tiene embajada en la capital española, Madrid, siendo el embajador de Mongolia en París, Francia, el acreditado ante España.  Las relaciones bilaterales se han reforzado en la última década, multiplicándose los intercambios comerciales por siete desde 2003, y aumentado los contactos entre autoridades.
Las relaciones hispano-mongolas se vieron impulsadas tras el viaje del secretario de Estado, Gonzalo de Benito, a Mongolia el 4 de abril de 2014, en el marco de las consultas políticas entre ambos países, y la visita a España en julio de 2014 de L. Bold, primera visita a España de un ministro de Asuntos Exteriores de Mongolia. También se valoró positivamente el desarrollo de las relaciones entre la UE y Mongolia gracias a la firma del acuerdo de asociación y colaboración en abril de 2013 y a la celebración en 2014 del XXV aniversario del establecimiento de relaciones entre ambos países.

## Relaciones económicas
Las relaciones comerciales con Mongolia son recientes. Ello es debido a la lejanía entre ambos países, el carácter predominante del sector primario en la economía mongola y el bajo nivel de población del país.
El volumen de intercambios comerciales de España con Mongolia es escaso, y tanto la exportación como la importación se concentran en unos pocos productos.

## Tratados firmados
- Convenio de cooperación cultural, educativa y científica firmado por España y Mongolia el 23 de agosto de 1995 y publicado por el BOE el 2 de diciembre de 1995.[1]

## Misiones diplomáticas
- España no tiene embajada en Mongolia, pero su embajada en Pekín está también acreditada para este país.[1]
- Mongolia no tiene embajada en España, pero su embajada en París está también acreditada para este país. Además, cuenta con un consulado honorario en Barcelona.[3]